# Schöpstal
Schöpstal è un comune di 2.628 abitanti della Sassonia, in Germania.
Appartiene al circondario (Landkreis) di Görlitz (targa GR) ed è parte della comunità amministrativa (Verwaltungsverband) di Weißer Schöps/Neiße.